# メイアン
メイアン （Meilland）は、1850年創立の、フランスの園芸育種会社。自社を『バラの創造者および生産者』（créateur-producteur de roses）と定義している。現在の社長はアラン・メイアン（Alain Meilland）である。
グループ会社のメイアン・インターナショナル（Meilland International）は、園芸業界有数の会社で、ヴァール県の育種場の他、世界各地に試験農場や庭園を持つ。
フランスでの子会社のメイアン・リシャルディエ（Meilland-Richardier）は、ヨーロッパ市場におけるバラ苗、切花、果樹などの流通を行っている。

現在のメイアン家に繋がる家系のうち、初代と2代目は母系である。
- ジョセフ・ランボー Joseph Rambeaux （1820年〜1878年）
- フランシス・デュブルイユ Francis Dubreuil （1842年〜1916年）ランボーの娘と結婚
- アントワーヌ・メイアン Antoine Meilland デュブルイユの娘と結婚
- フランシス・メイアン Francis Meilland アントワーヌの息子
- マリー＝ルイーズ・メイアン Marie-Louise Meilland フランシスの妻
- アラン・メイアン Alain Meilland フランシスの息子、2023年現在メイアン社社長
- マティアス・メイアン Mathias Meilland アランの息子、2023年現在メイアン社専務、広報担当

## アントワーヌ・メイアン
第一次世界大戦後、自身の育種場を設立。アメリカ合衆国のコナード＝パイル社と提携して、アメリカ国内でメイアンのバラを販売した。ゴールデン・ステイト（Golden State）は、アントワーヌのカリフォルニア訪問にちなんで名づけられ、フランスのバガテル・バラ園でのコンテストで金賞を受賞した。

## フランシス・メイアン（1912年-1958年）
アントワーヌの息子。彼が1935年から1939年にかけ作出したハイブリッド・ティーのバラ、マダム・アントワーヌ・メイアン（Madame Antoine Meilland）（アントワーヌは男性名だが、フランス語圏では夫の名前にマダムをつけることによりその夫人を表す）は、第二次世界大戦後に人気を博し、英語圏諸国ではピース（Peace）の名で親しまれた。「パパ・メイアン」は息子アラン・メイアンにより作出され、フランシス・メイアンに献呈されている。
フランシス・メイアンが1958年に46歳の若さで死去した後、息子のアラン・メイアンが社長を継いだが、実質的に経営を支えたのはフランシスの妻のマリー＝ルイーズ・メイアンであった。

## 著名な作出バラ

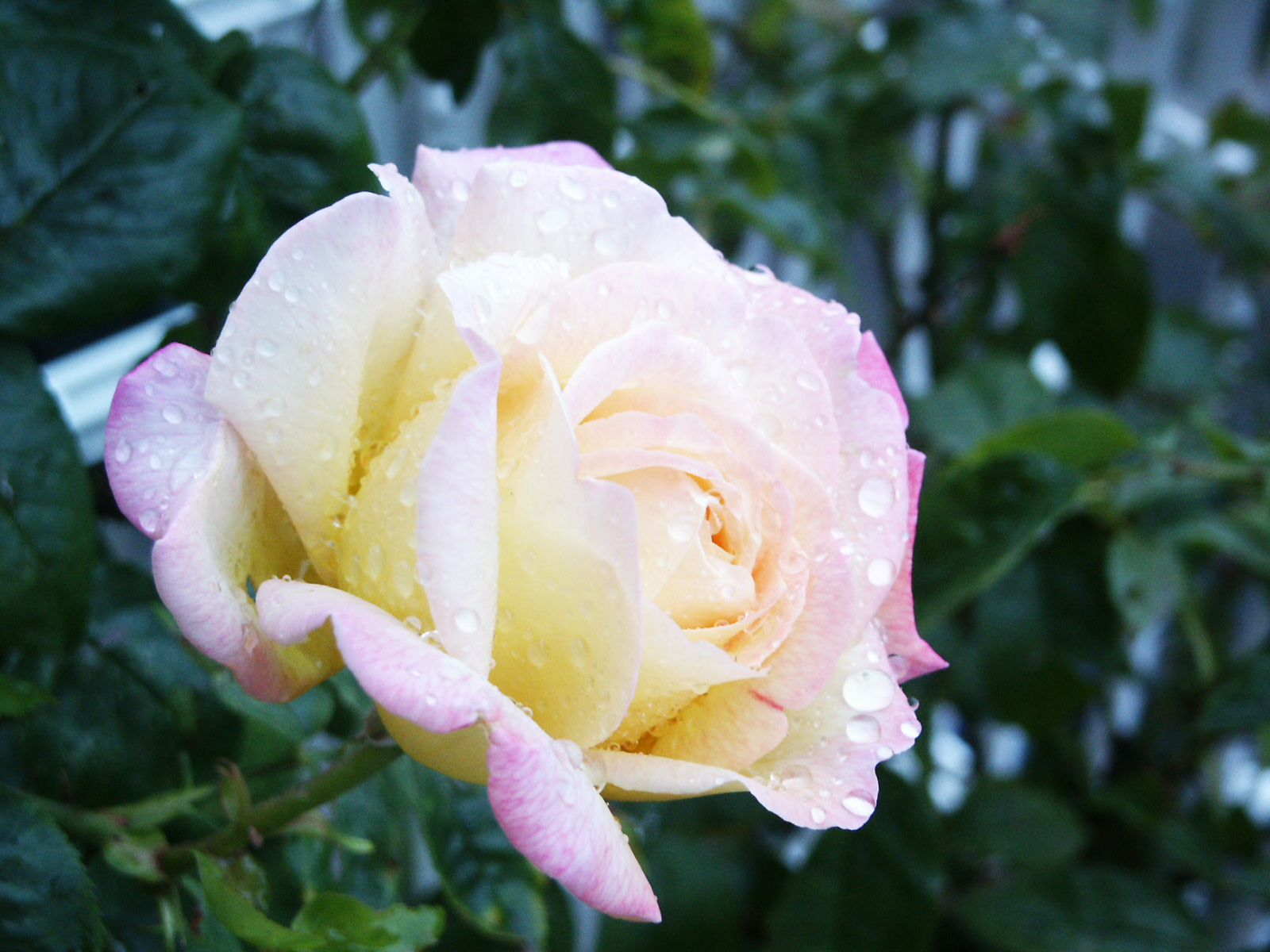
ピース
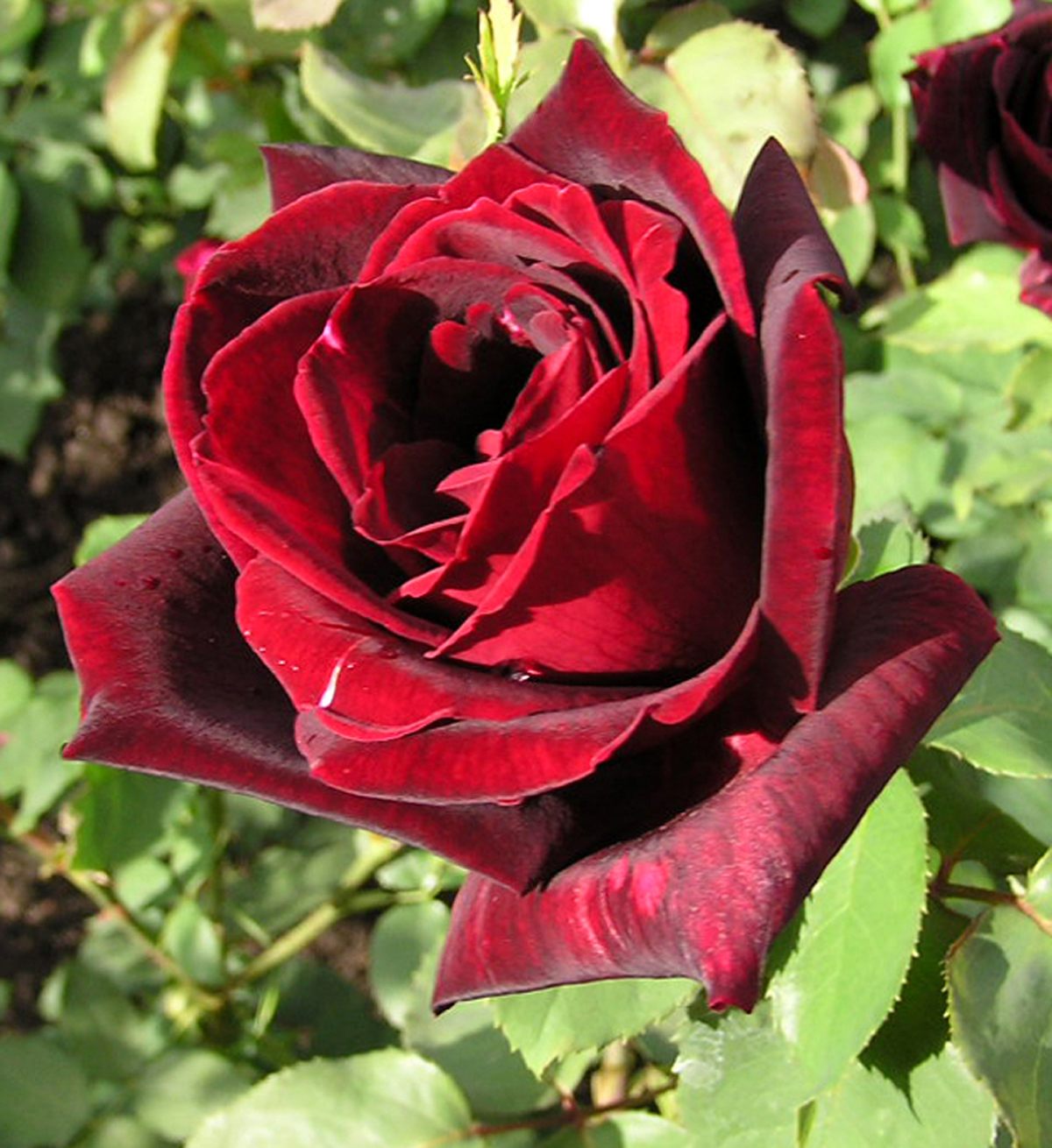
パパ・メイアン
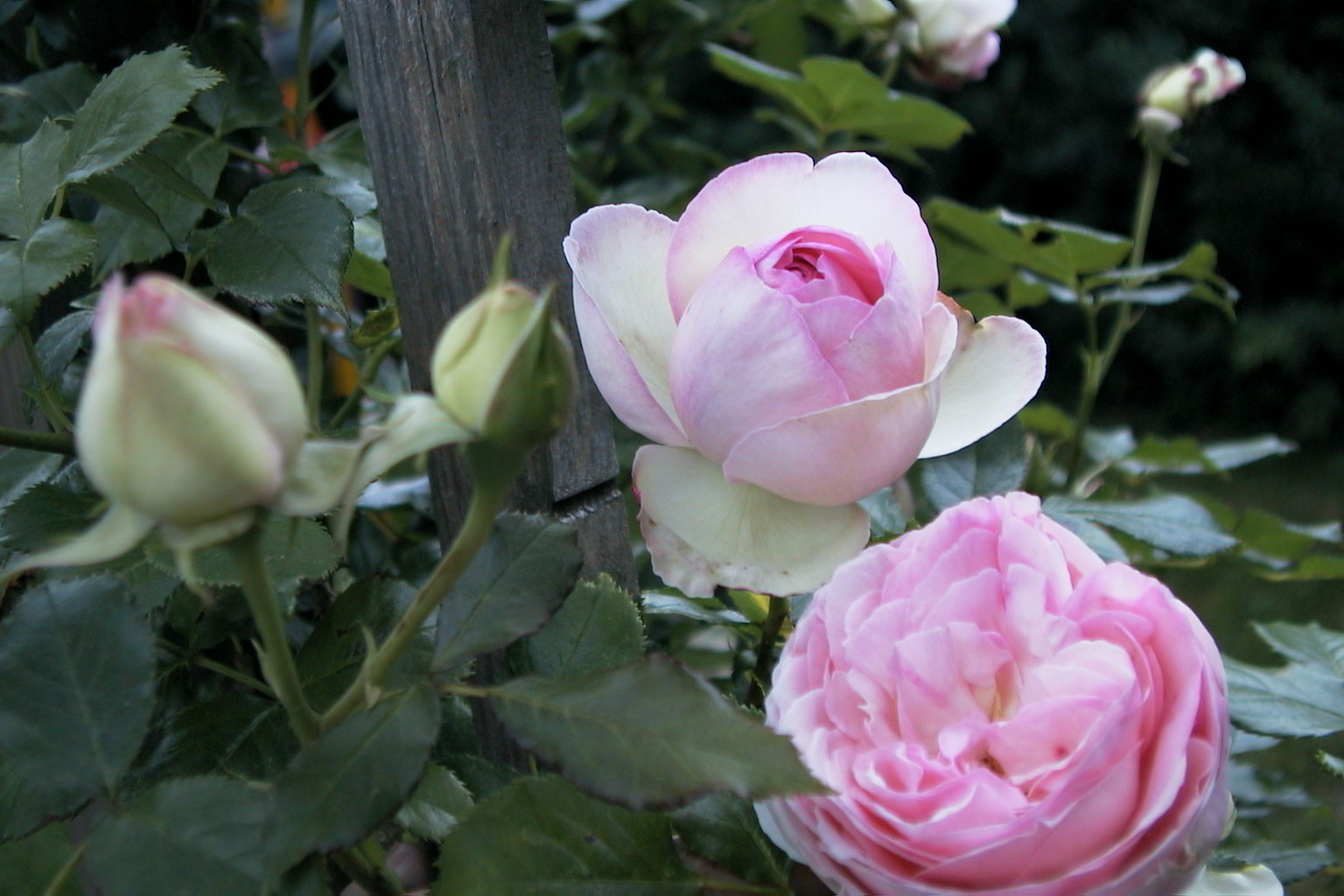
ピエール・ド・ロンサール